# Жіноча юніорська збірна Туреччини з хокею із шайбою
Жіноча юніорська збірна Туреччини з хокею із шайбою — національна жіноча юніорська команда Туреччини, що представляє країну на міжнародних змаганнях з хокею із шайбою. Функціонування команди забезпечує Турецька хокейна федерація.

## Виступи на чемпіонатах світу
- 2018 — 5 місце (Дивізіон ІВ кваліфікація)
- 2019 — 6 місце (Дивізіон ІВ кваліфікація)
- 2020 — 2 місце (Дивізіон ІІВ)
- 2022 — 6 місце (Дивізіон ІІ)
- 2023 — 5 місце (Дивізіон ІІА)
- 2024 — 6 місце (Дивізіон ІІА)
- 2025 — 1 місце (Дивізіон ІІВ)